# Kållarve
Kållarve er en larve, som bliver til den lille eller store kålsommerfugl. Larven betragtes som et skadedyr, da den lever på kålplanter, som den kan afpille, til kun ribberne står tilbage. Larverne er gedehamses byttedyr, så de kan benyttes til bekæmpelse, selvom de selv betragtes som skadedyr.